# Hugot
Pour les articles homonymes, voir Hugot (homonymie).
Jean-Pierre Hugot, ou plus simplement Hugot est un dessinateur de bande dessinée et caricaturiste français, né à Nîmes le 13 mai 1948.

## Biographie
Né le 13 mai 1948 à Nîmes, il commence sa carrière dans le milieu de la bande dessinée en 1970, comme lettreur aux éditions du square. Ce n'est que l'année suivante qu'il entre dans les magazines satiriques, tels que Hara-Kiri, Charlie mensuel, puis Charlie Hebdo. Là, il invente divers personnages, comme Beaucostard, Nénette, les deux mecs.
En 1987, il intègre la rédaction du magazine de Gotlib, Fluide glacial, dans lequel il prend une certaine importance, avec des séries telles que Les Expéditions du professeur Armstrong, Les Consultations du docteur Ohlenshlager et surtout, Les Trucs de Pépé Malin. Il signe également pour Okapi le scénario de Nemo, le capitaine vengeur, une adaptation de 20 000 lieues sous les mers dessinée par Jean-Marc Rochette. Au cours de sa carrière , il a contribué à divers périodiques comme Zinc, La Gueule ouverte, Libération, L'Équipe, (À suivre) ou Le Petit Psikopat illustré.

## Publications
- 1977 : Tous en scène! (1 tome paru, chez Dargaud)
- 1980 : Les Consultations du docteur Oelenshlaguer (3 tomes parus, chez Audie)
- 1983 : Les Deux mecs (3 tomes parus, chez Dargaud)
- 1981 : Beaucostar (2 tomes parus, Beaucostar contre mille visages en 1981 chez Albin Michel et Les enquêtes du Commissaire Pecteur et de l'inspecteur Missaire en 1993 chez Audie)
- 1988 : Nemo, le capitaine vengeur (one-shot, chez Bayard éditions, d'après 20 000 lieues sous les mers de Jules Verne)
- 1995 : Les Expéditions du professeur Armstrong (2 tomes parus, chez Dargaud et Audie)
- 1997 : L'Enfant zoovage (1 tome paru, chez Audie)
- 2000 : La Chanson de Dagobert (1 tome paru, chez Audie)
- 2001 : Les Trucs de Pépé Malin (5 tomes parus, chez Audie)
- 2018 : La Légende des 20 siècles (1 tome paru, chez Audie)